# カルナダス
カルナダス（Qarnadas、? - 1311年）は、大元ウルスに仕えたウイグル人。『元史』などの漢文史料では迦魯納荅思(jiālŭnàdásī)や合魯納答思(hélŭnàdāsī)、『集史』などのペルシア語史料ではقرنطاس(qarnaṭās)と記される。

## 概要
カルナダスはカシミール地方出身のウイグル人で天竺の言語(サンスクリット語)に通じており、後にはチベット語、モンゴル語、漢語、東南アジアの諸言語など数カ国語に通じるようになったという。『集史』「クビライ・カアン紀」では「［タムパの他の］バクシは、カシミール人(kašmīrī)で、カルナタス・バクシと呼ばれた。彼もまた［クビライに］信任されていた。テムル・カアンもまた変わらず彼等を信任していた」と記されている。
カルナダスは翰林学士承旨の安蔵札牙荅思によってクビライに推挙されたことで大元ウルスに仕えるようになり、チベット仏教サキャ派の国師とクビライに講法を行うことになった。しかしチベット仏教僧とは言語が通じなかったため、クビライの命によってカルナダスはチベット仏教の教義・言語・文字を学び、短期間でこれらを完全に習得した。
チベット語に通じるようになったカルナダスはチベット仏教の仏典をウイグル文字を用いて翻訳し、カルナダスの編纂した翻訳書は国家出版されてモンゴル帝国の諸王・大臣に頒布された。西南方のシンハラ(星哈剌)などの小国が大元ウルスに来朝した時、カルナダスはクビライの御前で彼等の言語を翻訳して上奏したため、諸国はカルナダスの能力に驚嘆したという。
大元ウルスの朝廷でシャム(暹国)・ラヴォ(羅斛)・マラバール(馬八児)・コッラム(倶藍)・スマトラ(蘇木都剌)諸国遠征の議論がなされた時、カルナダスは「これらは皆小国であって、出兵して征服したとしてもどれだけの利益がありましょうか。出兵によっていたずらに民の命を害するよりも、使者を派遣して降伏を促す方がよほど良いでしょう。これらの諸国が服従を拒んだ後にはじめて出兵を決めても遅くはありません」と述べた。クビライはカルナダスの意見を取り入れ、岳剌也奴・帖滅らを使者として派遣し、結果として20ヶ国余りが大元ウルスに降った。
至元24年（1287年）、丞相のサンガはカルナダスを翰林学士としようとしたが、クビライの「カルナダスの官職は、汝の述べるべきことではない」という言葉によって遮られた。この後、カルナダスは翰林学士承旨・中奉大夫として皇太子テムルに仕えることになり、飲酒を節制させたという。クビライの死後、テムルがオルジェイトゥ・カアン(成宗)として即位すると、カルナダスの忠義を称えて栄禄大夫・大司徒とした。また、オルジェイトゥ・カアンはカルナダスが既に老齢であることを憐れみ、車に乗って入殿することをゆるした。
オルジェイトゥ・カアンの死後、クルク・カアン(武宗カイシャン)が即位すると、カルナダスは再び東南アジア諸国との外交に携わることになった。至大2年（1309年）、カルナダスとトゴン・テムル、サンガシリらは海外諸国に使者を派遣することを上奏し、これを取り入れたクルク・カアンはチャンパ(占八)などの諸国に大規模な使節団を派遣した。
クルク・カアンの死後、新たに即位したブヤント・カアン(仁宗アユルバルワダ)政権によってクルク・カアン派官僚の大規模な粛正が行われたが、カルナダスは老齢もあってか粛正を免れた。カルナダスは大司徒の地位を保たれたばかりか文官としては開府儀同三司の資品を加えられ、直々に城玉の鞍を与えられた。ブヤント・カアンの即位から約半年後、至大4年（1311年）8月にカルナダスは亡くなった。
カルナダスの息子にはテジュという息子がおり、父の名前の漢字表記(迦魯納荅思)から一字とって姓とし、魯明善という漢名を名のった。テジュ(魯明善)は父の後を継いでブヤント・カアンに仕え、『農桑撮要』の編者として後世に知られた。

## 仏典の翻訳
トゥルファンではMañjusrīnāmasamgītiというウイグル語訳仏典の版本がいくつか発見されているが、その内の一つの奥書には1302年（壬寅）にカルナダスが「大都にある白塔をもつ大寺において(taydu-taqi aq stup-luy uluy vxar-ta)」翻訳したものであると記されている。このウイグル語訳仏典の存在は「チベット語やインド語の経論をウイグル語訳し、クビライの命により木版印刷に付され、諸王・大臣に頒布された(以畏吾字訳西天・西番経論、既成、進其書、帝命鋟版、賜諸王大臣)」という『元史』カルナダス伝の記述が事実であると裏付けるものに他ならない。なお、「大都にある白塔をもつ大寺」とは、「白塔寺」の異称をもつ大聖寿万安寺を指すと考えられる。